# Herzog & de Meuron
Herzog & de Meuron est une agence d'architecture suisse basée à Bâle, créée en 1978 par Jacques Herzog et Pierre de Meuron.
Ils sont tous deux d’anciens élèves de l’École polytechnique fédérale de Zurich. Ils y ont enseigné (1999 - 2018) ainsi qu’à la Harvard University Graduate School of Design. Ils ont co-fondé en 1999 avec Roger Diener (en) et Marcel Meili l’ETH Studio Basel.
L'agence a réalisé la Tate Modern dans le district de Bankside à Londres, et a obtenu le prix Pritzker en 2001 pour l'ensemble de ses réalisations. Herzog & de Meuron possède des succursales à Londres, Hambourg, New York City et Tōkyō. Les partenaires sont Christine Binswanger, Olga Bolshanina, Santiago Espitia Berndt, Simon Demeuse, Michael Fischer, Jason Frantzen, Andreas Fries, Robert Hösl, Martin Knüsel, Ascan Mergenthaler, Stefan Marbach, Steffen Riegas, Christoph Röttinger, Wim Walschap, Tobias Winkleman et Esther Zumsteg (2023).
L'agence emploie 420 personnes (2017),.

## Style
L'architecture de Herzog & de Meuron est caractérisée par l'expérimentation et la recherche artistique[pas clair] tant visuelle que dans le choix des matériaux et leur mise en œuvre qui met en relation l'intérieur avec l'extérieur d'une façon concrète et poétique à la fois[pas clair]. Aussi, ils ont longtemps collaboré avec l'artiste Rémy Zaugg[Quand ?].
Ada Louise Huxtable, ancienne critique d'architecture et membre du jury Pritzker, résumait ainsi l'approche de Herzog & De Meuron : « Ils affinent les traditions du modernisme jusqu'à une simplicité élémentaire, tout en transformant les matériaux et les surfaces par l'exploration de nouveaux traitements et de nouvelles techniques. » J. Carter Brown, président du jury jusqu’en 2002, ajoute : « On aurait peine à trouver un architecte dans l'histoire qui ait abordé le tégument de l'architecture avec plus d'imagination et de virtuosité ».

## Principales réalisations
Jacques Herzog et Pierre de Meuron sont les auteurs, notamment, du bâtiment de la collection Goetz à Munich (1992), du magasin Prada Aoyama de Tokyo (2003), du stade Allianz Arena à Munich (2005), du stade national de Pékin (2008), de la VitraHaus du Campus Vitra de Weil-am-Rhein (2010), de la Roche Tower 1 (2015) et Roche Tower 2 (2022) à Bâle, de la Philharmonie de l’Elbe (2017) à Hambourg ainsi que des extensions du Walker Art Center — ouverte en avril 2005 — à Minneapolis (États-Unis), du San Francisco De Young Museum (2005), du Tate Modern Museum à Londres (2000 puis 2016) et du musée Unterlinden à Colmar en Alsace (inauguré le 26 janvier 2016). Ils collaborent également avec Rem Koolhaas, le lauréat 2000 du prix Pritzker, sur la construction de l'hôtel Astor, un établissement de luxe à Manhattan.

### En Suisse

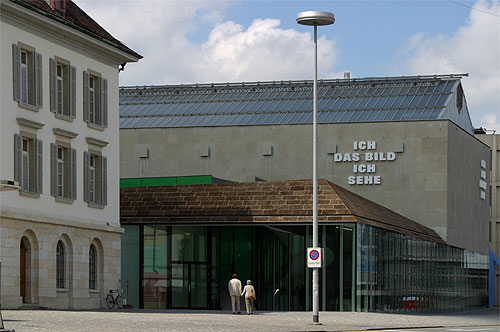
L'extension du Aargauer Kunsthaus de Aarau (2001-2003).

- Bâtiment de stockage pour Ricola à Laufon, 1987
- Immeuble Schwitter à Bâle, 1985–1988
- Poste d'aiguillage de la gare à Bâle, 1998-1999 Bâtiment habillé de lamelles de cuivre.
- Le Parc Saint-Jacques à Bâle (BS), 1998-2002
- Extension du Aargauer Kunsthaus, à Aarau (AG), 2001-2003
- Le Schaulager, à Münchenstein (BL), 2000-2003
- Actelion Business Center à Allschwil (BL), 2007-2010
- Roche Tower 1, Bâle (BS), 2012-2015[9]
- Roche Tower 2, Bâle (BS), 2015-2022

### À l'étranger

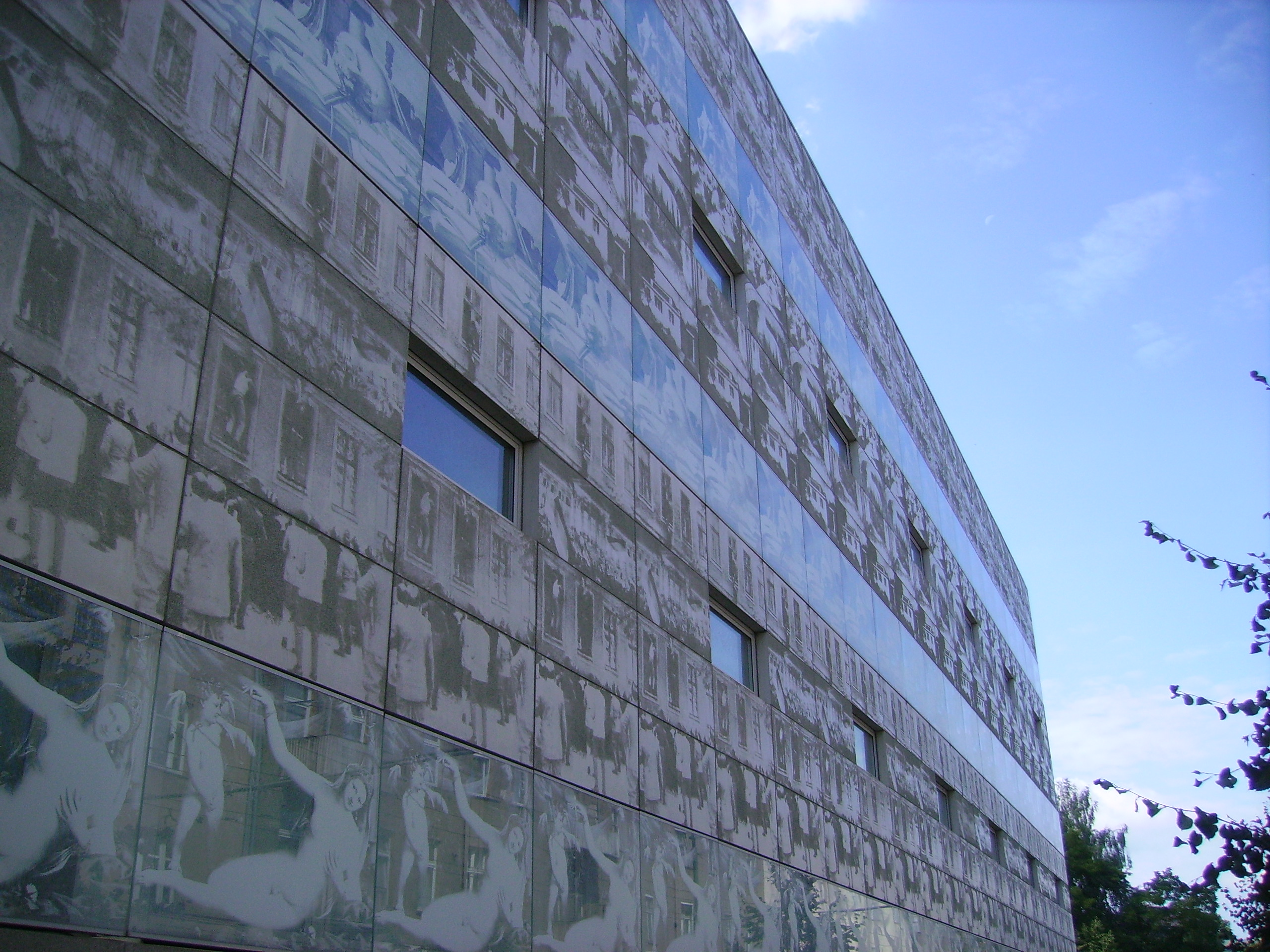
Bibliothèque de l'école technique supérieure à Eberswalde, (1997-1999).

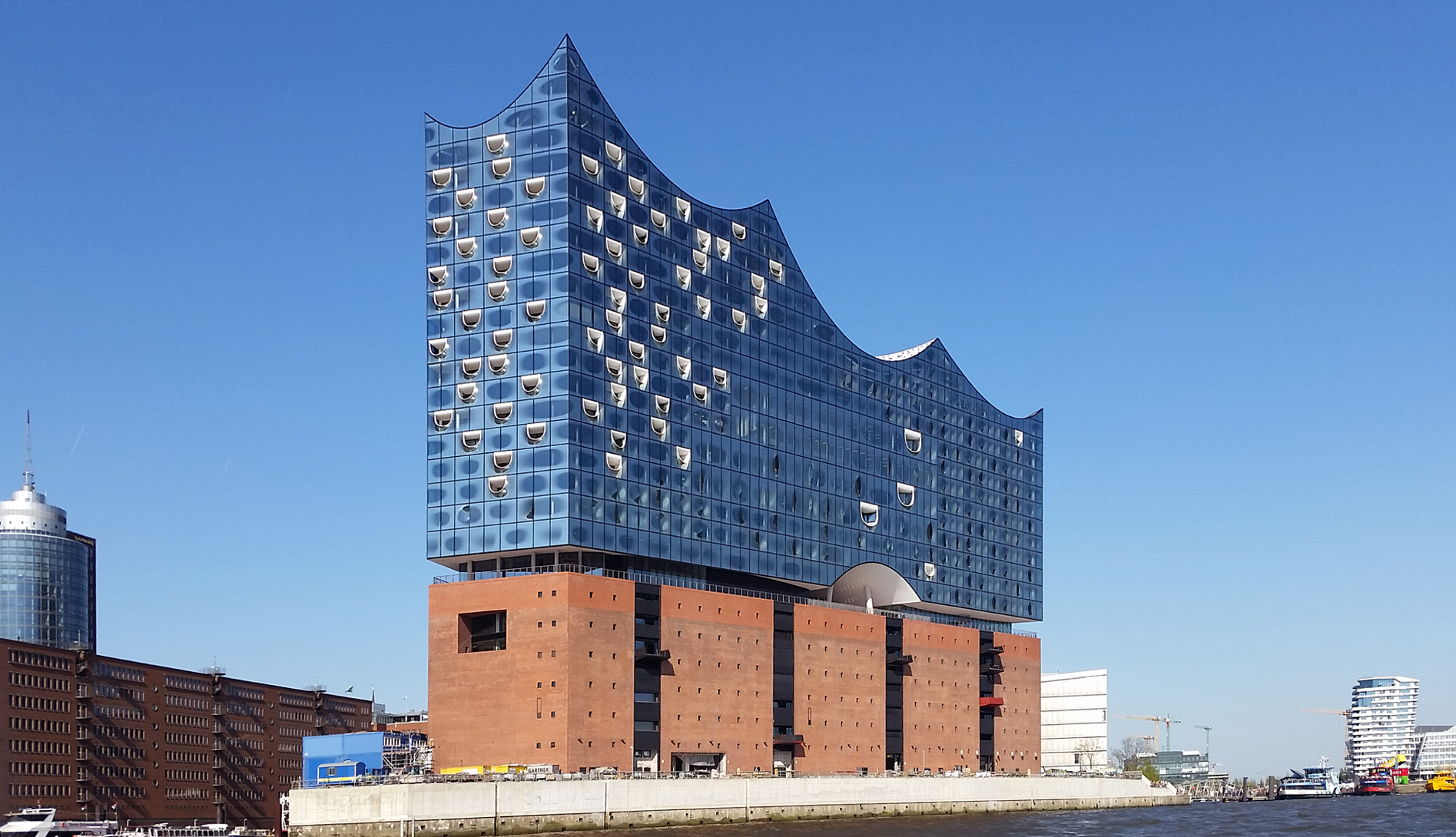
Philharmonie de l'Elbe, HafenCity Hambourg (2006-2016).

- Photostudio Frei à Weil am Rhein (près de Bâle), Allemagne, 1981-1982
- Maison de pierre à Tavole, Italie, 1985-1988
- Bâtiment pour la collection Goetz à Munich, 1991-1992
- Résidence Antipode, Résidence Étudiante, Université de Bourgogne, Dijon, 1991-1992
- Bibliothèque de l'école technique supérieure à Eberswalde, Allemagne, 1997-1999
- Domaine viticole Dominus, Yountville, Californie, 1996-1998
- Tate Modern, Bankside, Londres, 1998-2000[10]
- Magasin Prada, Tokyo, 2001-2003 Un immeuble trapézoïdal entièrement vitré.
- Immeuble 17 rue des Suisses, Paris, 1999-2000
- Laban dance centre, Deptford Creek, Londres, 2000-2003
- Caixa Forum, Madrid, 2002, restructuration d'une ancienne usine électrique en centre d'exposition[11]
- San Francisco De Young Museum, San Francisco, 2002-2005
- L'Allianz Arena à Munich, 2002-2005 Surnommé le Schlauchboot (canot pneumatique), c'était l'un des stades de la Coupe du monde de football de 2006.
- Le Stade national de Pékin, pour les Jeux olympiques d'été 2008, 2004-2008 Réalisé à la suite du concours d'architecture qu'ils ont remporté en 2003.
- Le chai et le réfectoire du château La Fleur-Pétrus (en), 2002
- Extension du musée Unterlinden de Colmar en 2012-2015
- VitraHaus, sur la campus Vitra à Weil am Rhein, Allemagne, 2007-2009
- Fòrum 2004, Parc del Fòrum, Barcelone, 2002-2004, aujourd'hui siège principal du Musée des Sciences naturelles de Barcelone.
- Nouveau stade de Bordeaux, 2013-2015
- Elbphilharmonie, Hambourg, 2006-2016Comprenant plusieurs salles de spectacle, un hôtel et des logements, elle est construite sur un dépôt existant dans le port de Hambourg et apparaît comme une grande voile tendue en verre[12].
- La nouvelle bibliothèque nationale d’Israël, a ouvert ses portes au public le 29 octobre 2023.

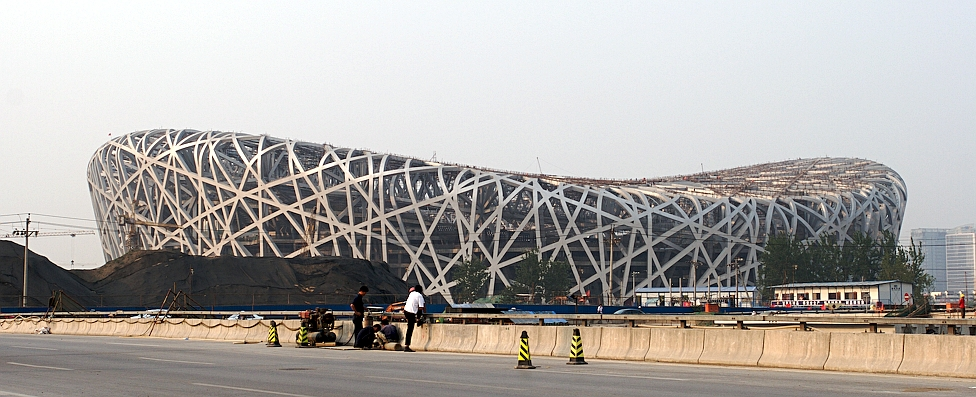
Stade national de Pékin (2004-2008)
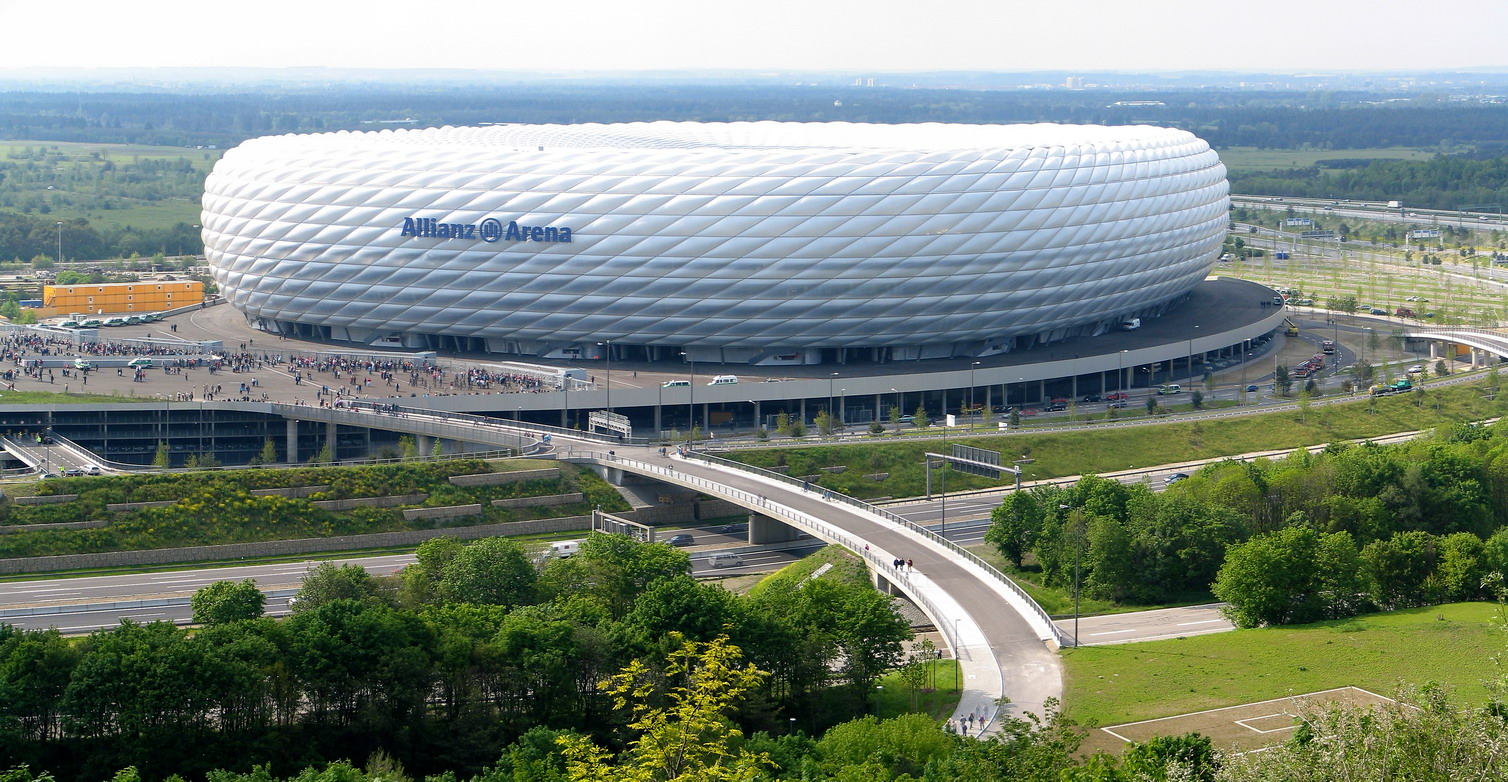
Le stade Allianz Arena de Munich (2002-2005)

### Projets en cours
Le 25 septembre 2008, les architectes dévoilent, en présence du maire de Paris Bertrand Delanoë, le projet de gratte-ciel tour Triangle, premier du genre à Paris intra muros depuis la tour Montparnasse, sur le site du Parc des expositions de la porte de Versailles. Le début des travaux a lieu fin 2021 pour une ouverture en prévue 2026.
Herzog et de Meuron ont obtenu le contrat pour concevoir le futur grand musée d'art moderne au centre de Berlin, près de la Potsdamer Platz. Ce futur musée, dont la construction a commencé en 2021, fait l'objet de fortes contestations esthétiques et environnementales.